# Gärdsgruvan
Gärdsgruvan är ett naturreservat i Rättviks kommun i Dalarnas län.
Området är naturskyddat sedan 2017 och är 38 hektar stort. Reservatet omfattar en ravin kring Österängsån och består av gran och björk nära ån och granskog längre upp.